# Nyhumanism
Nyhumanism var en kulturrörelse i Tyskland under sent 1700-tal och tidigt 1800-tal, företrädd av bland annat Wilhelm von Humboldt.
Den utgick från renässansens humanism och betonade starkt vikten av personlig inlevelse i antikens väsen.
Dess främsta representant var Johann August Ernesti och hans kollega i Göttingen Christian Gottlob Heyne. Ernestis lärjunge, professor Johan Lundblad i Lund förmedlade den nyhumanistiska traditionen till Sverige, där Anders Lidbeck och  Esaias Tegnér kan ses som de främsta inom skolan.
Nyhumanisternas uppfattning om de klassiska studiernas värde satte spår i skolstadgan 1820.